# Schistostephium griseum
Schistostephium griseum es una especie de planta floral del género Schistostephium, tribu Anthemideae, familia Asteraceae. Fue descrita científicamente por Hutch.
Se distribuye por Sudáfrica y Suazilandia. Puede alcanzar los 0,5 metros de altura con ramas de 1,5 a 5 milímetros de diámetro. Se encuentra a altitudes de 250–1300 metros.